# Verdrag van Kjachta
Het Verdrag van Kjachta (Russisch: Кяхтинский договор; Chinees: 布連斯奇條約/恰克圖條約; Hanyu pinyin: Bùliánsīqí/Qiàkètú tiáoyuē) was het tweede verdrag tussen keizerrijk Rusland en China. Het werd getekend in 1727 en was feitelijk een aanvulling en nadere detaillering van het in 1689 getekende Verdrag van Nertsjinsk.

## Achtergrond
Het Verdrag van Nertsjinsk uit 1689 had de demarcatie van de grenzen tussen China en Rusland in slechts vage termen verwoord, die door partijen steeds verschillend geïnterpreteerd kon worden.
Het verdrag sprak bijvoorbeeld over "de waterscheiding van die bergketen". In 1689 bestonden er ook nauwelijks betrouwbare landkaarten. Het verdrag wees het gebied "ten oosten van het Baikalmeer" aan als Russisch gebied, maar specificeerde dat verder niet.
Een tweede kwestie betrof die van de belasting- en tribuutplichtige stammen en groepen aan beide zijden van de grens. Personen en groepen werden min of meer als eigendom gezien door beide landen. Er waren altijd groepen die vluchtten voor een scherper gecontroleerd en uitgevoerde belastingplicht. In het verdrag van Nertsjinsk was vastgelegd dat deze groepen vluchtelingen niet geaccepteerd zouden worden en uitgewezen naar hun oorspronkelijke woon- of verblijfplaats. Ook dit aspect was uiteraard verbonden met toch nog onvoldoende gedemarqueerde grenzen. De valleien ten oosten van het Baikalmeer liepen van noord naar zuid. Nomadische herdersstammen trokken zich weinig van de grens aan en verplaatsten voortdurend hun kudden over grenzen heen. De Mantsjoes verhinderden periodiek de handelsmogelijkheden van de Russen als zij weer stammen aan hen verloren. En Rusland weigerde dan Mongoolse stammen weidemogelijkheden op Russisch gebied.
Een andere zorg van de Mantsjoes was de toenemende Russische aanwezigheid van handelaren in het gebied van de Khalka-Mongolen.
Het belangrijkste doel van Rusland bij het verdrag van Nertsjinsk was het verkrijgen van mogelijkheden geweest om direct handel te kunnen drijven in China in de vorm van het zenden van handelskaravanen van de staat naar Peking. Rusland kon in de termen van het verdrag eenmaal in de vier jaar een grote karavaan zenden. Het was Russische privéhandelaren verboden zelf handel te drijven in Peking en huiden en bont te verkopen in Mongolië. Met name dat laatste verbod werd massaal overtreden en de Russische staatskaravanen ontdekten dan ook altijd dat er veel Russisch bont werd verkocht in Mongolië met Peking als uiteindelijke bestemming.
De Russische staatskaravanen gebruikten vrijwel altijd de route via Urga, het huidige Ulaanbaatar.
Vanaf begin 18e eeuw begonnen Russische handelaren daar al een groot deel van de lading van deze karavanen te verkopen en het via tussenhandelaren verder naar China te verhandelen.
Tussen 1689 en 1725 zond Rusland elf staatskaravanen naar Peking, die zeker in het begin aanzienlijke winsten opleverde. In 1706 kondigde tsaar Peter de Grote de doodstraf aan voor privéhandelaren die toch op welke manier dan ook handel dreven met Peking.
In de jaren daarna bleven de karavanen van de Russische staat handel verliezen aan meer ondernemende privéhandelaren.

## Verzoek om aanpassing van verdrag van Nertsjinsk
Rusland vroeg in 1720 de Qingdynastie om een aanpassing van voorwaarden in het Verdrag van Nertsjinsk. Het ging de Russen vooral om aanpassingen op het gebied van de handel. De Mantsjoes stonden er echter op eerst twee andere aspecten geregeld te krijgen.
- Een veel duidelijker omschreven demarcatie van de grenzen
- Veel duidelijkere afspraken over het uitwijzingsbeleid van personen en groepen die de grenzen passeerden.

De Russische delegatie was op dat moment niet bevoegd over die aspecten te onderhandelen en keerde dus met lege handen naar Moskou terug. De Mantsjoes wezen daarop alle Russische handelaren in Urga uit en sloten Peking voor Russische handelskaravanen. In 1722 ging echter de nieuwe keizer Yongzheng met hervatting van de handel akkoord onder de voorwaarde dat de grens tussen Khakkha-Mongolië en Rusland nauw werd gedemarqueerd en dat handel slechts vanuit een beperkt aantal vaste handelsposten kon plaatsvinden.

## Het verdrag van Kjachta
De Russische delegatie werd geleid door Sava Ragoezinski. Die had zich uitstekend voorbereid en had na een uitgebreide reis in het gebied besloten dat er in ieder geval een Russische handelspost moest komen bij de rivier die in het Mongools bekendstond als de Kiaktu.
De onderhandelingen vonden in 1727 eerst in Peking plaats. Het verdrag werd echter door beide partijen getekend aan de Bur rivier aan de Russische grens. Het verdrag trad in werking na een officiële bijeenkomst op 14 juni 1728 in Kjachta.
Het verdrag legde uiteindelijk de grens tussen beide landen vast. Vastgesteld werd dat die vanuit Kjachta naar het westen zou lopen tot aan de vallei aan de bovenloop van de Jenisej en vanuit Kjachta naar het oosten tot aan de rivier Gorbitza.
Rusland zou een eind maken aan de handel in Urga. Handel tussen Rusland en China door privépersonen zou alleen mogelijk zijn in twee handelsposten, Kjachta en Tsuruhai Tui, ver ten oosten van Kjachta.
Het verdrag bevestigde de officiële status van de Russisch-orthodoxe missie in China, die de pastorale zorg had voor de Albaziners, een van oorsprong Russische bevolkingsgroep die vanaf de tweede helft van de zeventiende eeuw in Peking woonden.
Er werd nog eens expliciet bevestigd dat groepen en personen die de grens overstaken teruggezonden dienden te worden naar het land van herkomst.
Het werd mogelijk dat Russische staatskaravanen eenmaal in de drie jaar naar Peking konden reizen in plaats van de in het verdrag van Nertsjinsk vastgelegde vier jaar. Het verdrag sprak ook uit dat Rusland en China een kanaal moesten openen voor diplomatiek verkeer.
In de decennia na 1728 ontwikkelde zich een door beide partijen ontwikkeld grensprotocol.

## De stadKjachta

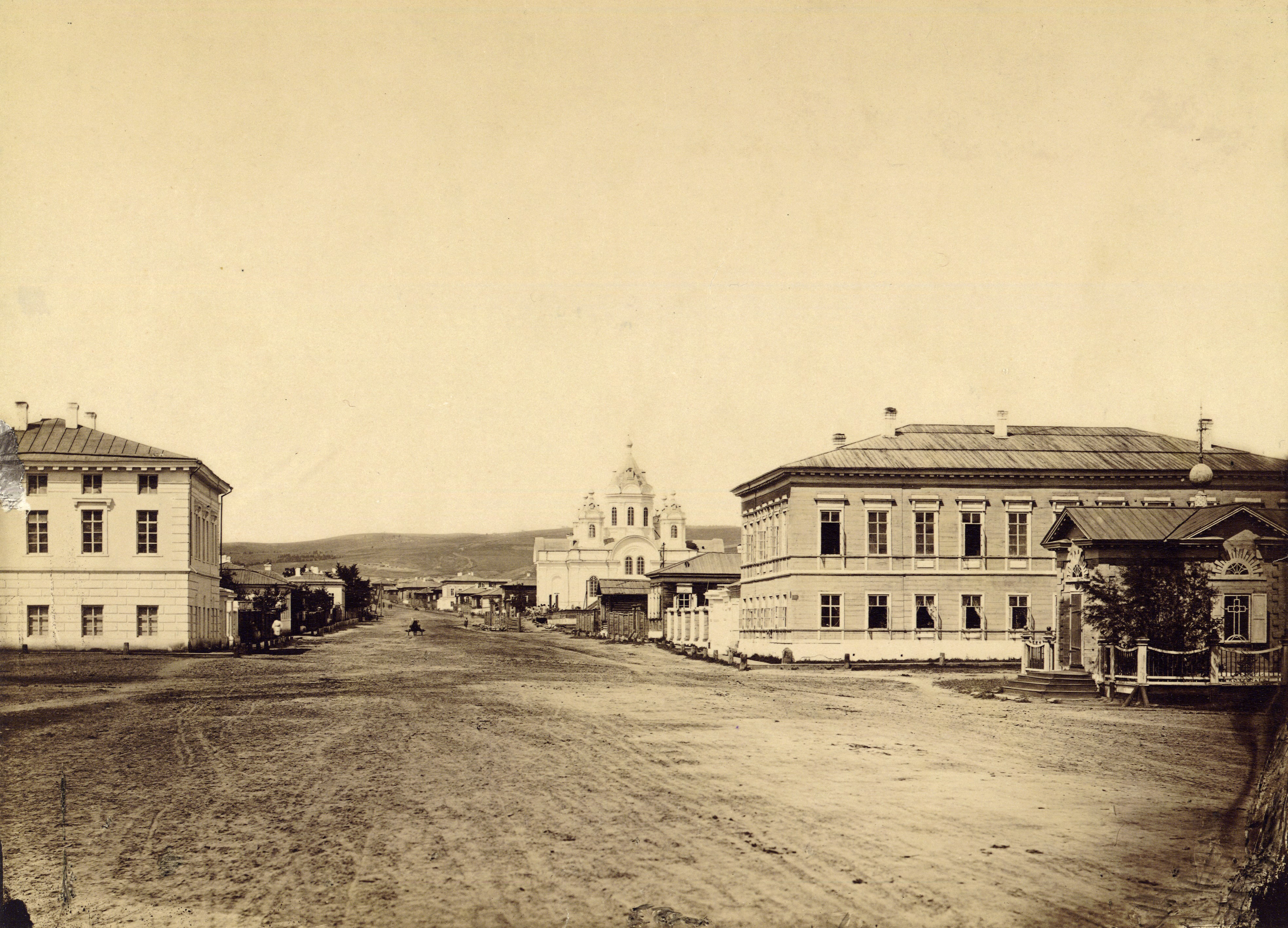
Het Russische douanekantoor in Kjachta (rond 1880)

Kjachta ontwikkelde zich in de decennia na de ondertekening van het verdrag tot een zeer welvarende stad met een groot handelsvolume. Het belangrijkste product uit China was thee. In de beginjaren werd er nog vooral bont naar China geëxporteerd. Vanaf de tweede helft van de 18e eeuw nam dat sterk af, vanwege de afname van pelsdieren in Siberië. Daarna werden vooral textielproducten naar China geëxporteerd.
Het belang van de positie van Kjachta als handelsstad nam vanaf de tweede helft van de 19e eeuw sterk af. De transportkosten voor bijvoorbeeld thee vanaf Kanton via Londen naar Moskou via de zeeroute werden toen aanzienlijk minder dan via de route door Siberië.
Aan het eind van de 19e eeuw was er in de stad alleen nog sprake van een regionale handel tussen Russen, Mongolen en Chinezen.

## Tweede Verdrag van Kjachta

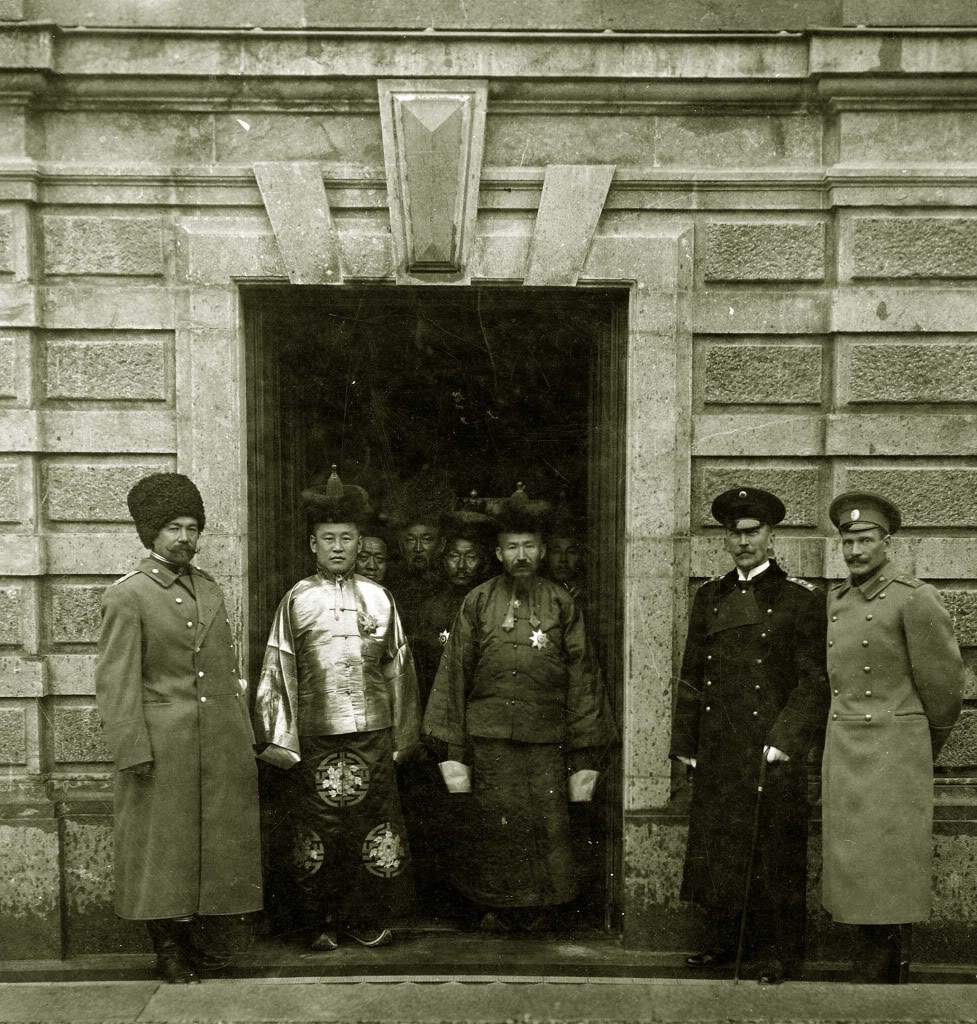
Namnansüren, premier van Mongolië (1912-1915) in Sint-Petersburg voor de voorbereidingen van onderhandelingen van het Verdrag van Kjachta van 1915

Er is in Kjachta nog een tweede verdrag gesloten. In 1915 – na de val van de Qingdynastie – werd tussen Rusland en de republiek China vastgesteld dat Buiten-Mongolië een autonome status zou hebben binnen het staatsverband van de Chinese republiek. De Russische Oktoberrevolutie van 1917 en de gevolgen daarvan zorgden ervoor dat dit tweede verdrag van Kjachta maar een zeer beperkte invloed heeft gehad.